# Turnera trigona
Turnera trigona är en passionsblomsväxtart som beskrevs av Ignatz Urban. Turnera trigona ingår i släktet Turnera och familjen passionsblomsväxter. Inga underarter finns listade i Catalogue of Life.